# クック (小惑星)
クック (3061 Cook) は小惑星帯の小惑星である。エドワード・ボーエルがアリゾナ州のローウェル天文台で発見した。
太平洋各地を探検した18世紀のイギリス海軍軍人ジェームズ・クックに因んで名付けられた。